# Гильом Септиманский
Гильо́м Септиманский (Гильем; фр. Guillaume de Septimanie, кат. Guillem de Septimània, исп. Guillermo de Septimania; 29 ноября 826 — 850) — граф Тулузы в 844—849 годах, граф Барселоны и Ампурьяса с 848 года. Сын маркграфа Бернара Септиманского и Дуоды.

## Биография
Основными источниками, в которых отражены основные факты жизни Гильома, являются «Бертинские анналы» и «Хроника Фонтенеля» (фр. Crónica de Fontanelle). Кроме того, мать Гильома, Дуода, написала ранее февраля 842 года «Liber Manualis» — книгу поучений и увещаний для обучения Гильома и его брата Бернара Плантвелю.
Первоначально Гильом находился на воспитании у дяди, графа Отёна Тьерри (Теодерика) III (ум. 830), после смерти которого находился под защитой императора Людовика I Благочестивого, а после смерти Людовика в 840 году — его сына Карла II Лысого, короля Западно-Франкского королевства. Большую часть этого времени он жил Юзесе и Тулузе, где правил его отец.
После битвы при Фонтене, состоявшейся 25 июня 841 года, Гильом направился ко двору Карла Лысого, где подал прошение о том, чтобы получать доходы с поместий своего крёстного отца в Бургундии. Также Гильому было обещано графство Отён, однако в итоге оно досталось графу Макона и Шалона Гверину.
В 842 году его отец, Бернар Септиманский, восстал против Карла Лысого. В 844 году Карл вторгся в Аквитанию. Бернар попал к нему в плен и в мае того же года был казнен. Его владения были разделены между несколькими графами, при этом Гильом не получил ничего из отцовских владений. В результате Гильом присоединился к восставшему королю Аквитании Пипину II. В июне он участвовал в битве при Ангумуа. В том же году Пипин II назначил Гильома графом Тулузы.
Существует гипотеза, что Гильом является одним лицом с назначенным Пипином II в 845 году графом Бордо Гильомом I. Тогда в Аквитанию вторглись норманны и разорили область до Лиможа. В 847 году они осадили Бордо и захватили графа Гильома I. Если это действительно был Гильом Септиманский, то в 848 году он уже был освобождён из плена.
В 848 году Гильом стал графом Барселоны и Ампурьяса — согласно хроникам «больше хитростью и ложью чем силой оружия». Он предъявил права на графства как наследство своего отца. Поскольку упоминания о прежних графах Барселоны Сунифреде и Ампурьяса Сунийе I внезапно исчезают из источников к 848 году, то историки высказывают предположение об их насильственном свержении и, возможно, убийстве.
Летом 849 года в Аквитанию вторгся король Карл II Лысый. Оставленный Гильомом в Тулузе Фределон открыл перед Карлом ворота города, за что был сделан им графом Тулузы. Пипин II сбежал, а Карл дошёл до Нарбонны, где назначил графом Барселоны, Ампурьяса и Руссильона и маркизом Готии бывшего графа Алерана (Аледрама) де Труа с условием, что он примет меры против Гильома. Для помощи Алерану был назначен соправителем Изембарт, сын Гверина Отёнского.
Для защиты Гильом обратился за помощью к эмиру Кордовы Абд ар-Рахману II, который послал на помощь Гильому армию под командованием Абд аль-Карима бен Мугита. В феврале 850 года они осадили Жирону, разоряя окрестности, но город взять так и не смогли. После того, как посланная Карлом армия разбила Гильома, он бежал в Барселону, где был пойман и убит приверженцами Карла.